# Paul Avrich
Paul Avrich (4 de agosto de 1931 - 16 de fevereiro de 2006) foi um professor e historiador. Ele ensinava no Queens College, Universidade da Cidade de New York, durante quase toda sua vida e foi imprescindível na preservação da história do movimento anarquista na Rússia e nos Estados Unidos.

## Vida e carreira
Filho de uma família judia originária de Odessa, Avrich viajou para a URSS como um estudante de intercâmbio em 1961, logo após a visita de Nikita Khrushchev aos Estados Unidos. Enquanto nos Estados Unidos, trabalhando em sua tese The Russian Revolution and the Factory Committees, ele pesquisou sobre a Revolta de Kronstadt e o papel dos anarquistas na Revolução Russa. Essa informação permitiu que ele produzisse um trabalho pioneiro e importante sobre esses assuntos.